# Baule (toponyme)
Une baule (ou bôle) est, dans la région de Guérande en France, une zone recouverte par l'océan lors des grandes marées.

## Étymologie
Le mot « baule » est dérivé du breton baol désignant un élément du paysage des marais salants, ceux de Guérande et du Mès en particulier, la presqu'île guérandaise ayant été une région brittophone jusqu'au XXe siècle. Les termes « bôl » ou « baol » se retrouvent dans de nombreux actes d'affermage du littoral par le duc de Bretagne ou ses vassaux ayants droit sur l'estran, pour la création ultérieure de salines, de parcs à huitres ou de viviers à poissons,. Ce terme est d'origine ancienne, probablement contemporain de l'extension du breton dans le sud de la Bretagne.

## Sens
Une baule désigne, dans la région de Guérande, une assez grande étendue plane en bordure d'estran ou dans des marais salants, un rivage marécageux recouvert aux hautes mers de vives eaux, ou des étangs et marais saumâtres à l'arrière d'un cordon dunaire,. Selon d'autres sources, le terme désignerait une dune ou un trou d'eau et de vases.
Une baule est à l'origine une forme naturelle du paysage, apparentée aux prés salés ou aux marais maritimes, mais peut également résulter d'une construction (par exemple à Sissable, dans les marais salants de Guérande). Les baules naturelles ont disparu en presqu'île guérandaise, transformées en polders ou en marais salants.

## Occurrences actuelles

### Presqu'île guérandaise
Le terme reste présent dans la presqu'île guérandaise. Il existe au moins dans les toponymes suivants,, :
- marais salants de Guérande :
  - Batz-sur-Mer ;
    - Vasière des Baules,

  - Guérande ;
    - Les Baules, entre Saillé et Tromartin;
    - Baules de Sissable, lieu-dit de Sissable, à la limite de Guérande et du domaine public maritime,
    - Pont des Baules, à l'ouest de Pradel.

  - Le Pouliguen :
    - Bôles de Goustan

- Marais du Mès :
  - Assérac ;
    - Les Baules, à l'ouest du lieu-dit Grand-Arm,
    - Bout de la Baule, au lieu-dit du Malabri,

  - Mesquer ;
    - Baule de Merquel, Kercabellec.

À l'heure actuelle, le mot n'a probablement pas d'usage autre que toponymique.

### La Baule-Escoublac
La commune de La Baule-Escoublac correspond à l'ancienne paroisse d'Escoublac, devenue commune en 1790. La Bôle est à l'origine un lieu-dit sur le littoral, au droit d'Escoublac. Les cadastres du XIXe siècle mentionnent la caserne de la Baule, un poste de douane (emplacement occupé en 2013 par le service des pensions de l'Éducation nationale, jouxtant le poste de police). À cette époque, les marais salants sont encore présents sur le territoire d'Escoublac à la limite avec Guérande, à peu près à l'emplacement actuel de la zone commerciale des Salines, et se prolongent par une baule vers l'actuel secteur de la gare.
Dans la deuxième moitié du XIXe siècle, la nouvelle station balnéaire d'Escoublac est appelée « La Bôle » (par exemple sur un prospectus publicitaire de 1883) ; de façon étonnante, ce nom ne fait donc référence ni à la plage, ni à l'océan. L'orthographe « La Baule » est choisie par la Compagnie d'Orléans pour nommer la gare desservant la commune. La commune d'Escoublac se renomme en La Baule-Escoublac en 1961.

### Orthographe
Durant presque tout le XIXe siècle, l'orthographe du terme varie entre « baule » (d'allure plus « française ») et « bôle » (forme locale). La station balnéaire d'Escoublac porte à l'origine le nom de « La Bôle ». Cependant, en 1882, la Compagnie d'Orléans opte pour l'orthographe « gare de La Baule » pour désigner la gare ferroviaire, ce qui popularise la station sous ce nom au détriment de l'orthographe locale (ou de celui d'Escoublac), notamment à travers les affiches publicitaires de la compagnie. La commune prend par la suite le nom d'Escoublac-La Baule, puis le 13 novembre 1961 celui de La Baule-Escoublac, à une courte majorité du conseil municipal. Ce changement de nom est entériné par le décret du 10 mai 1962.
Par ailleurs, la commune possède un nom en breton, Ar Baol-Skoubleg[réf. nécessaire].
L'orthographe « bôle » continue d'être utilisée, par exemple dans le nom de quelques entreprises.